# Kraljevica
Kraljevica je mesto in pristanišče v vzhodnem delu Kvarnerja ob vhodu v Bakarski zaliv. Mesto z okoli 2.400 prebivalci (2021; v letih 1991 in 2001 še okoli 3.000), medtem ko upravno območje mesta (hrv. Grad Kraljevica) šteje 4.066 ljudi (2021; v letih 2001/11 še okoli 4.600) in vključuje še naselja Šmrika (okoli 1000 prebivalcev), Bakarac, Križišće, Mali Dol in Veli Dol. Kraljevica leži ob glavni cesti Reka - Dubrovnik ter je od Reke oddaljeno 24 km; upravno spada pod Primorsko-goransko županijo.

## Zgodovina
Širše področje Kraljevice je bilo naseljeno že v prazgodovini. Verjetno so na lokaciji sedanjega mesta imeli svoje naselje že Iliri in Rimljani. Današnje naselje pa se v starih listinah prvič omenja 1525 kot Portum Re.

## Znamenitosti
Med znamenitosti Kraljevice sodita Stari grad z dvorcem hrvaške plemiške družine Zrinski s cerkvijo sv. Nikole iz 15. stol. in Novi grad z dvorcem plemiške družine Frankopanov, postavljenim 
1521 po vzoru renesančnih dvorcev v Italiji.

### Ladjedelnica Kraljevica
Ladjedelnica Kraljevica je ena najstarejših ladjedelnic v Sredozemlju, osnovana je bila leta 1729. Po drugi svetovni vojni do 90-tih let dvajsetega stoletja se je ladjedelnica imenovala po Josipu Brozu »Titovo brodogradilište«. Tito naj bi v ladjedelnici delal v letih 1925 in 1926.

## Demografija
| Pregled števila prebivalcev po letih | Pregled števila prebivalcev po letih | Pregled števila prebivalcev po letih | Pregled števila prebivalcev po letih | Pregled števila prebivalcev po letih | Pregled števila prebivalcev po letih | Pregled števila prebivalcev po letih | Pregled števila prebivalcev po letih | Pregled števila prebivalcev po letih | Pregled števila prebivalcev po letih | Pregled števila prebivalcev po letih | Pregled števila prebivalcev po letih | Pregled števila prebivalcev po letih | Pregled števila prebivalcev po letih | Pregled števila prebivalcev po letih |      |      |
| ------------------------------------ | ------------------------------------ | ------------------------------------ | ------------------------------------ | ------------------------------------ | ------------------------------------ | ------------------------------------ | ------------------------------------ | ------------------------------------ | ------------------------------------ | ------------------------------------ | ------------------------------------ | ------------------------------------ | ------------------------------------ | ------------------------------------ | ---- | ---- |
| 1857                                 | 1869                                 | 1880                                 | 1890                                 | 1900                                 | 1910                                 | 1921                                 | 1931                                 | 1948                                 | 1953                                 | 1961                                 | 1971                                 | 1981                                 | 1991                                 | 2001                                 | 2011 | 2021 |
| 1240                                 | 1198                                 | 1096                                 | 1104                                 | 1057                                 | 1179                                 | 1832                                 | 1480                                 | 1355                                 | 1998                                 | 1941                                 | 2376                                 | 2843                                 | 2987                                 | 2897                                 | 2857 | 2415 |